# (1906) Naef
Der Asteroid (1906) Naef wurde am 5. September 1972 vom Schweizer Astronomen Paul Wild im Observatorium Zimmerwald der Universität Bern als 1972 RC entdeckt.
Seinen Namen erhielt der Asteroid in Anlehnung an den Schweizer Amateurastronomen Robert A. Naef (1907–1975).